# Státní mapová díla České republiky

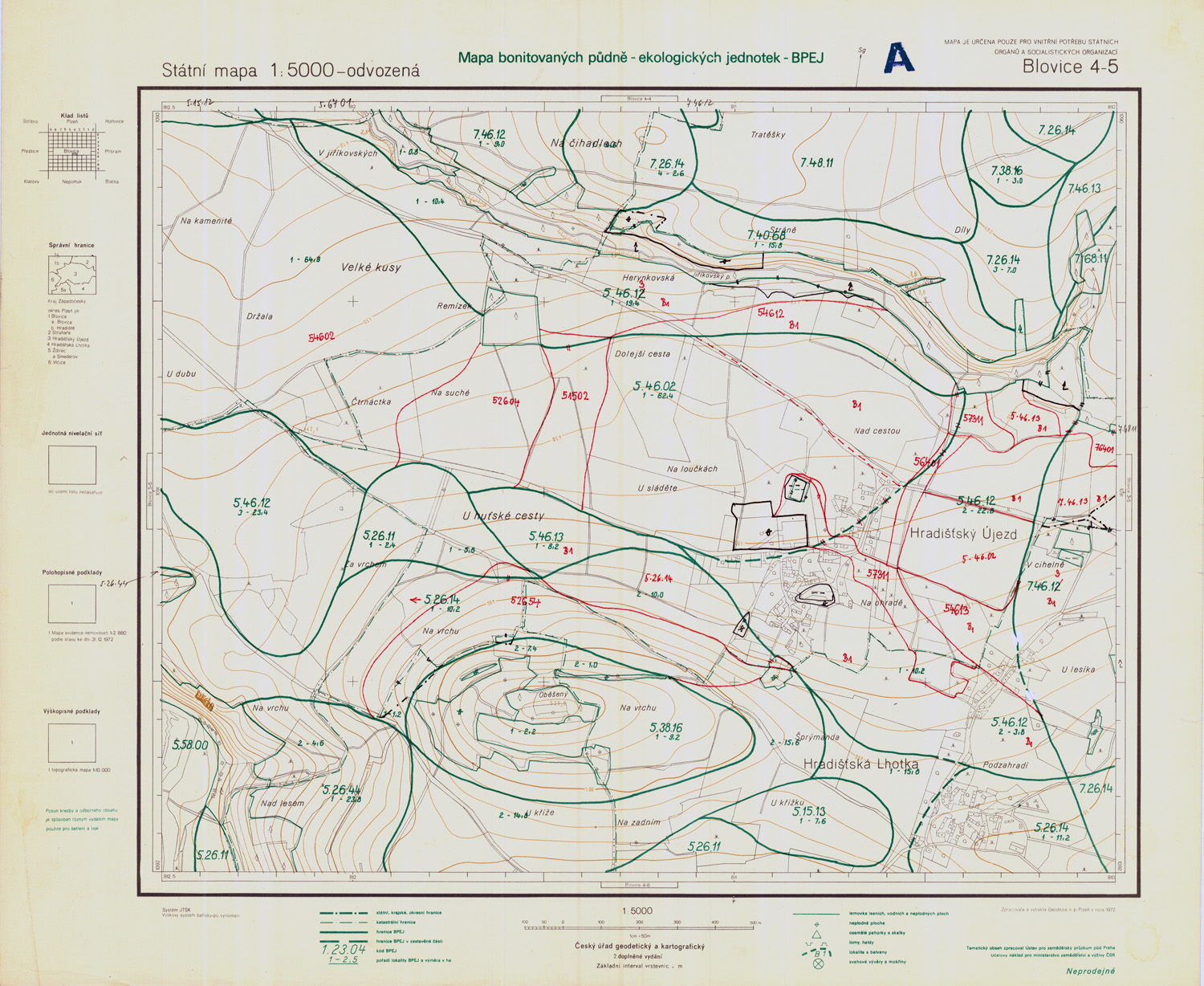
Státní mapa v měřítku 1:5000 – odvozená, se zákresem bonitovaných půdně ekologických jednotek.

Státní mapové dílo České republiky je dílo, které je vytvořeno mapovými listy souvisle pokrývajícími území České republiky, je zpracováno dle jednotných zásad a vydáváno orgánem státní správy ve veřejném zájmu. Rozlišujeme dva základní typy mapových děl, a to základní a tematické státní mapové dílo. Pod pojmem Základní státní mapové dílo, rozumíme kartografické dílo se základním, všeobecně využitelným obsahem, souvisle zobrazujícím území dle jednotných zásad, jež je vytvořeno a vydáváno orgánem státní správy, ve veřejném zájmu. Pod pojmem Tematické státní mapové dílo pak chápeme kartografické dílo, jehož podkladem je ve většině případů základní státní mapové dílo, na němž je pak tematická složka určená a vydávaná orgánem státní správy.
Státní mapová díla závazná na území České republiky, jsou stanovena nařízením vlády č. 159/2023 Sb.

## Přehled státních mapových děl dle vydavatelů
- Český úřad zeměměřický a katastrální
- Ministerstvo životního prostředí České republiky
- Česká geologická služba
- VGHMÚř Dobruška
- Výzkumný ústav vodohospodářský T. G. Masaryka

## Český úřad zeměměřický a katastrální
Český úřad zeměměřický a katastrální je vydavatelem státních mapových děl základních i tematických. 

### Základní státní mapová díla ČÚZK

#### Katastrální mapa
Katastrální mapa, je mapa velkého měřítka (v měřítku 1 : 5000 a větší). V závislosti na tom, o jaký typ katastrální mapy se jedná, se liší i obsah mapy. V tomto obsahu se nachází všechny důležité informace pro potřeby vedení Katastru nemovitostí jako například: hranice pozemků, obvodů, budov či obvodů vodních děl, hranice katastrálních území či územních správních jednotek a dalších předmětů v rozsahu stanoveném vyhláškou č. 357/2013 Sb. a její přílohou.

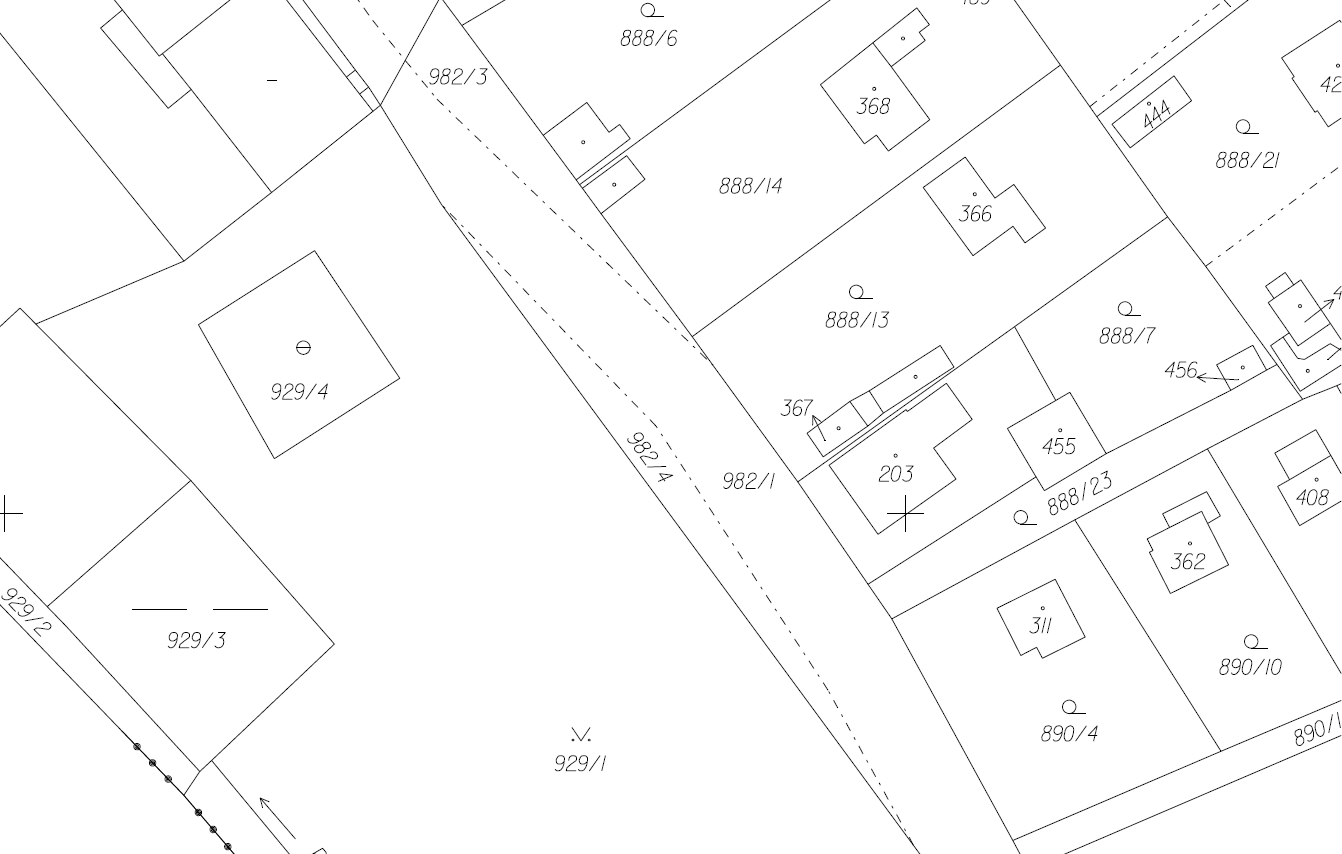
Katastrální mapa, ČÚZK

K 31. 12. 2017 byla katastrální mapa vedena na cca 99 % území České republiky v digitální formě, v měřítku 1 : 1000. Ve zbylé části území je pak používána forma analogová v několika měřítkách a kladech mapových listů. Tato analogová data jsou pak pravidelně intervalově skenována a aktualizována. Následně jsou dostupná ve formě rastrových souborů. Mapy v digitální formě jsou pak stěžejním mapovým podkladem v informačních systémech, aplikacích vztahujících se k území a k dokončení digitální vektorové mapy v rozsahu celého území České republiky.
Katastrální mapy obsahují čtyři soubory: 
- mapy stabilního katastru (sáhové mapy);
- mapy československého pozemkového katastru (novoměřické mapy);
- technickohospodářské mapy (THM);
- základní mapy velkého měřítka (ZMVM)[1].

#### Státní mapa v měřítku 1: 5 000 (SM5)
Toto mapové dílo je mapou velkého měřítka, obsahující polohopis, výškopis a popis.
Zdrojem polohopisné části je především katastrální mapa. Výškopisnou část tvoří vrstevnice převzaté ze Základní mapy České republiky 1 : 10 000 či ZABAGED®. Tato mapa je pak dostupná pro celé území České republiky částečně ve vektorové a částečně v rastrové podobě. Používá se jako podklad pro projektování a plánování.
Mapa je v souřadnicovém systému S-JTSK. Výškopis je ve výškovém systému Baltský po vyrovnání (Bpv). Rám mapy je pravoúhlý a je vymezen souřadnicovou sítí S-JTSK.

#### Základní mapy středního měřítka
Soubor základních map středních měřítek tvoří Základní mapy České republiky v měřítkách 1 : 10 000, 1 : 25 000, 1 : 50 000, 1 : 100 000 a 1 : 200 000, jež představují, stejně jako mapy katastrální, nejdůležitější součást státního mapového díla. Základní mapy středních měřítek vznikly odvozením z topografických vojenských map, tudíž mají topografický charakter a obsahují polohopis, výškopis i popis. Slouží pro potřeby všech státních i veřejných subjektů. Všechny tyto mapy jsou zpřístupněny prostřednictvím prohlížecích služeb geoportálu ČÚZK.
Mapy jsou zpracovány v jednotném kladu mapových listů, navrženém tak, aby pokrýval celé území. Jednotlivé listy tvoří lichoběžníky orientované dle světových stran. Základní mapy v měřítkách 1 : 10 000 – 1 : 100 000 jsou dokončena pro celé území České republiky digitální technologií, na podkladě dat Základní báze geografických dat a Geonames, přičemž neustále dochází k jejich aktualizaci.
Základní mapa 1 : 200 000 se od roku 2011 vyhotovuje digitální technologií z Národní databáze Data250 (do roku 2022 Data200). Největší výhodou je, že jsou tato data jednotně zpracována pro celé území České republiky, a ta je nadále využívána v geografických informačních systémech, mapových portálech a webových aplikacích v roli přehledových map.

#### Základní mapa 1: 500 000
Základní mapa České republiky je všeobecně zeměpisná mapa malého měřítka. Zobrazuje celé území České republiky a příhraniční oblasti na jednom mapovém listu a je zpracována digitální technologií.
Coby navigační nebo přehledová vrstva v geoportálu ČÚZK a dalších webových aplikacích od července 2023 nahrazeny ZTM (viz níže).

#### Základní topografická mapa ČR
Soubor map ZTM tvoří Základní topografická mapa České republiky v měřítkách 1 : 5000, 1 : 10 000, 1 : 25 000, 1 : 50 000, 1 : 100 000 a 1 : 250 000, jež v současnosti představují stěžejní součást státního mapového díla. Základní topografické mapy vznikají digitální produkční linkou z dat ZABAGED obdobně jako vznikal jejich předchůdce Základní mapy ČR. Mají topografický charakter a bezešvě pokrývají republiku podrobným obsahem pro nejširší použití; obsahují polohopis, výškopis i popis. Všechny tyto mapy jsou zpřístupněny prostřednictvím prohlížecích služeb geoportálu ČÚZK a slouží jako nejobecnější mapové dílo pro potřeby všech veřejných institucí i orgánů veřejné správy a samosprávy.
ZTM se zpracovávají souběžně ve dvou souřadnicových referenčních systémech – národním S-JTSK a mezinárodním ETRS89. Tomu odpovídají i klady mapových listů a jejich značení. Klad mapových listů ZTM/S-JTSK je rovnoběžný se souřadnicovými osami S-JTSK a odpovídá tak potřebám využívání digitálních dat v GIS, zároveň je kompatibilní s kladem map velkých měřítek a původních ZM. Klad mapových listů ZTM/ETRS89 vychází z doporučení legislativy INSPIRE a využívá vymezení území zeměpisnými souřadnicemi. Jednotlivé listy tvoří přibližné lichoběžníky. Mapy byly pro celé území republiky dokončeny v roce 2023 a od 1. července 2023 jsou spolu s dalšími mapovými podklady a digitálními daty uvolněny pod svobodnou licencí jako open data. V rámci obdobném ZM dochází k jejich průběžné i periodické aktualizaci.
Na měřítkovou řadu ZTM navazují přehledné mapy Mapa ČR v měřítku 1 : 500 000 a Mapa ČR v měřítku 1 : 1 mil. (MČR1M), jež svou koncepcí a provedením odpovídají dříve používaným přehledovým mapám týchž měřítek, navazujícím na měřítkovou řadu ZM.

### Tematická státní mapová díla ČÚZK
Tato díla jsou vydávána ČÚZK a jsou k dispozici pouze v tištěné formě. 

#### Silniční mapa České republiky 1: 50 000
Tato tematická mapa vznikla na podkladě Základní mapy České republiky 1 : 50 000. Zobrazuje dálnice, silnice s rozlišením tříd, čísla dálnic a silnic, uzlové body lokalizačního systému silniční databanky, mimoúrovňové křižovatky, mosty, podjezdy a další. 

#### Přehled výškové (nivelační) sítě 1: 50 000
Základem mapy je Základní mapa České republiky 1 : 50 000. Tematická složka pak zobrazuje nivelační síť I-IV řádu, plošné nivelační sítě, průběh a označení jednotlivých nivelačních pořadů, polohu vybraných nivelačních bodů a jejich číselné označení.

#### Přehled trigonometrických a zhušťovacích bodů 1: 50 000
Základem je opět Základní mapa České republiky 1 : 50 000. Mapa obsahuje klad evidenčních jednotek tj. triangulačních listů v S-JTSK, jejich označení a polohu všech trigonometrických bodů, orientačních a zhušťovacích bodů. Barevně odlišeny jsou pak body zaměřené v referenčním systému ETRS 89. Přehled je doplněn kladem listů Státní mapy 1 : 5000.

### ZABAGED
Základní báze geografických dat České republiky (ZABAGED) je komplexní geografický digitální model České republiky. Tento model je spravován Zeměměřickým úřadem ve veřejném zájmu.
ZABAGED je dále využíván jako základní informační vrstva v územně orientovaných informačních a řídicích systémech správy ČR, hlavním zdrojem informací pro tvorbu Základních topografických map ČR měřítek 1 : 5 000 až 1 : 100 000, a také zdrojem vybraných informací pro datovou strukturu INSPIRE.  
V současné době (2023) je tato datová sada tvořena 136 typy geografických objektů v 8 kategoriích zařazených do polohopisné a výškopisné sady ZABAGED a je zpřístupněna prostřednictvím geoportálu ČÚZK jako svobodná data.

## Ministerstvo životního prostředí

### Atlas krajiny České republiky
Atlas krajiny České republiky je první komplexní atlasové dílo v samostatné éře České republiky. Přínosem tohoto atlasu je využití analytických a syntetických map, vytvořených moderními kartografickými a geoinformačními nástroji umožňující náhled na velmi složitý a zároveň křehký systém vyjádřený slovem „krajina“.
Tento atlas vznikl jako výsledek veřejné zakázky Ministerstva životního prostředí. Řešitelem tohoto projektu byl Výzkumný ústav Silva Taroucy pro krajinu a okrasné zahradnictví, v.v.i. (VÚKOZ) ve spolupráci s výzkumnými institucemi a vysokými školami.
Nejčetněji je pro mapy použito měřítko 1 : 2 000 000. Dalšími použitými měřítky jsou 1 : 1 000 000, 1 : 1 500 000, 1 : 3 000 000 či 1 : 4 000 000. V atlasu jsou dále také zařazeny mapy v měřítku 1 : 500 000, originální, dříve nepublikované mapy, grafy, kartogramy a další podklady.
Atlas krajiny České republiky je rozdělen do osmi základních kapitol, některé se dále dělí na podkapitoly:
- Krajina - předmět studia
  - Pojetí krajiny
  - Historické a současné dokumenty o krajině
- Geografická poloha
  - Svět
  - Evropa a Česká republika
- Historická krajina
  - Formování státu a správy území
  - Procesy změn v krajině
  - Vývoj využívání krajiny
  - Historická přírodní rizika
- Přírodní krajina
  - Energie
  - Ovzduší
  - Geologické podmínky
  - Reliéf
  - Vodstvo
  - Půda
  - Rostlinstvo a živočišstvo
  - Typy přírodní krajiny
- Současná krajina
  - Obyvatelstvo
  - Sídla a osídlení
  - Ekonomické aktivity v krajině
  - Využívání krajiny
- Krajina jako dědictví
  - Ochrana přírodní krajiny
  - Ochrana kulturního dědictví
  - Přírodní a kulturní významnost krajiny
- Krajina jako prostor pro společnost
  - Přírodní a antropogenní rizika
  - Kvalita životního prostředí
  - Limity a potenciály krajiny
- Krajina v umění

Atlas krajiny ČR je neprodejná publikace. Je poskytován zdarma zejména pro nekomerční výchovné, vzdělávací či popularizační účely například orgánům státní správy, samosprávám, vědeckým pracovištím, školám, knihovnám a dalším. 

## Česká geologická služba

### Geologická mapa České republiky 1: 500 000

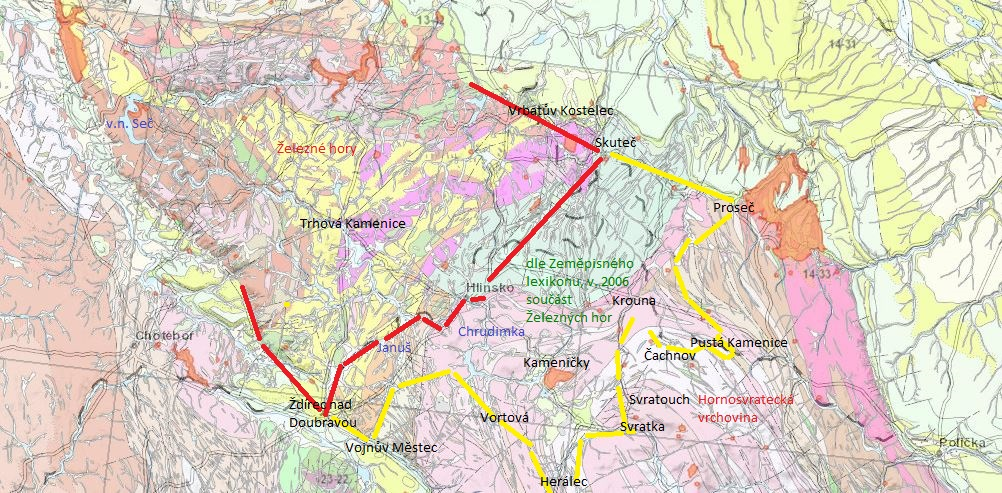
Geologická mapa ČR 1 : 500 000, ČGS

Geologická mapa se snaží co nejvěrněji znázornit geologickou stavbu zobrazovaného území a zároveň vyjadřuje autorskou interpretaci zobrazených geologických poměrů.
Nová kvalita této geologické mapy spočívá v tom, že využívá generalizace poznatků shromážděných během geologického mapování celého území ČR, v měřítku 1 : 50 000, které vzešlo z mapování několika generací kartografů České geologické služby (1990 – 2002) jakožto i dalších geologických institucí.
Nová mapa byla zdigitalizována a začleněná do regionálního, geografického, informačního systému. 

### Půdní mapa České republiky 1: 50 000
Mapa zobrazující půdní podklad České republiky v měřítku 1 : 50 000. Tato tematická mapa zobrazuje typologickou příslušnost půdy tedy: půdní typ, půdní subtyp, hydromorfní vývoj, půdní varietu a také formu. Dále tato mapa zobrazuje konkrétní údaje o půdotvorném substrátu.

### Mapy ložisek nerostných surovin České republiky 1: 50 000
Mapy zobrazující celkové regionální rozmístění nerostných surovin, zásob a také ploch s ověřenými zdroji, v měřítku 1 : 50 000. Mimo jiné také poskytují informace o surovinové využitelnosti oblastí v současnosti i budoucnosti. 

### Mapy chráněných území České republiky 1: 100 000
Mapy zobrazují všechny typy chráněných území, které byly k datu vydání konkrétní mapy vyhlášené, v měřítku 1 : 100 000.

### Geomagnetická mapa České republiky 1: 500 000
Mapa zobrazuje plochy a izolinie hodnot geomagnetického pole ve formě izanomál. Mapa je doplněna seznamem zpráv s podklady použitými pro sestavení magnetické mapy a výběr literatury k interpretaci magnetických anomálií.

### Hydrogeologické mapy České republiky 1: 50 000
Mapy přinášejí informace o typu, charakteru a geometrii hydrogeologického prostředí podzemních vod, jejich využitelnosti z hlediska kvantity, vhodnosti využitelnosti pro vodárenské účely z hlediska kvality či možnosti jejich akumulace, v měřítku 1 : 50 000.

## Vojenský geografický a hydrometeorologický úřad
Vojenský geografický a hydrometeorologický úřad generála Josefa Churavého (VGHMÚř) je vojenské zařízení se speciální vojensko-odbornou působností a zodpovědností, se sídlem v Dobrušce. Tento ústav se stará o sběr informací, tvorbu a správu standardizovaných geodetických, kartografických či geografických podkladů a map. Dále se zabývá také tvorbou speciálních databází určených pro zabezpečení obrany České republiky.
VGHMÚř zabezpečuje výkon státní správy v oblastech definovaných zákonem č. 200/1994 Sb., o zeměměřictví, a příslušnými vyhláškami Českého úřadu zeměměřického a katastrálního v oblasti geografického zabezpečení a zákonem č. 49/1997 Sb., o civilním letectví, v oblasti poskytování leteckých meteorologických služeb letectvu AČR.

### Vojenské topografické mapy (DMÚ)
Největším měřítkem těchto map je 1 : 25 000 (DMÚ 25). Tyto mapy vznikaly pomocí metod fotogrammetrie, v Gaussově konformním válcovém zobrazení přičemž referenční plochu tvoří Krasovského elipsoid. Původně byl používán souřadnicový systém, označovaný jako systém 1952 (S-52), kterýžto byl později zpřesněn na S-42, avšak v dnešní době se vzhledem k přestupu ČR do NATO, přechází na mezinárodní systém WGS 84.
Původní mapování bylo v šestistupňových pásech Gaussova zobrazení, přičemž každý poledníkový pás má souřadnicový systém. Osa Y byla vložena do přímého obrazu rovníku a osa X do přímého obrazu osového poledníku.

## Výzkumný ústav vodohospodářský T. G. Masaryka

### Základní vodohospodářská mapa 1: 50 000
Základní vodohospodářská mapa 1 : 50 000 (ZVM50) je státním mapovým dílem pro oblast vodního hospodářství. Slouží jako podklad pro vodohospodářské studie, pasportizaci vodních toků či projektování vodohospodářských děl a ekologické studie. Její vydávání zajišťuje samotný ústav ve spolupráci se Zeměměřickým úřadem.
ZVM 50 je zpracovávána jako součást doplňování a zpřesňování směrného vodohospodářského plánu podle zákona č. 138/1973 Sb., zákon o vodách (vodní zákon), ve znění zákona č. 425/1990 Sb., zákona č. 114/1995 Sb., zákona č. 14/1998 Sb. a zákona č. 58/1998 Sb.
Jako podklad mapy je převzat obecně topografický obsah ze Základní mapy České republiky 1 : 50 000 (včetně výškopisu i polohopisu) a tematický obsah, jenž je odvozen metodami kartografické generalizace z databáze DIBAVOD. Tematické prvky obsahu jsou stanoveny Katalogem objektů DIBAVOD a z něho odvozeným Seznamem mapových značek základní vodohospodářské mapy.
Jednotlivé mapové listy jsou volně ke stažení, ve formátu PDF, na webových stránkách VÚV T. G. Masaryka.